# Samordningskansliet
Samordningskansliet är en del av det svenska Regeringskansliet (Statsrådsberedningen). Kansliet förbereder regeringsbeslut när landet styrs av en koalitionsregering. Samordningskansliet består av en statssekreterare från respektive parti och ett antal politiska sakkunniga.
Under Regeringen Kristersson leds Samordningskansliet för Sverigedemokraterna av partiets kanslichef.

## Lista över statssekreterare
| Regering    | År   | Moderaterna         | Folkpartiet Liberalerna | Centerpartiet   | Kristdemokraterna |
| ----------- | ---- | ------------------- | ----------------------- | --------------- | ----------------- |
| Reinfeldt   | 2006 | Mikael Sandström    | Helena Dyrssen          | Anna-Karin Hatt | Jakob Forssmed    |
| Reinfeldt   | 2007 | Mikael Sandström    | Helena Dyrssen          | Anna-Karin Hatt | Jakob Forssmed    |
| Reinfeldt   | 2008 | Mikael Sandström    | Helena Dyrssen          | Anna-Karin Hatt | Jakob Forssmed    |
| Reinfeldt   | 2009 | Mikael Sandström    | Helena Dyrssen          | Anna-Karin Hatt | Jakob Forssmed    |
| Reinfeldt   | 2010 | Mikael Sandström    | Helena Dyrssen          | Anna-Karin Hatt | Jakob Forssmed    |
| Reinfeldt   | 2011 | Mikael Sandström    | Helena Dyrssen          | Magnus Wallerå  | Jakob Forssmed    |
| Reinfeldt   | 2012 | Mikael Sandström    | Helena Dyrssen          | Magnus Wallerå  | Jakob Forssmed    |
| Reinfeldt   | 2013 | Mikael Sandström    | Johan Britz             | Magnus Wallerå  | Jakob Forssmed    |
| Reinfeldt   | 2014 | Mikael Sandström    | Johan Britz             | Magnus Wallerå  | Jakob Forssmed    |
| Regering    | År   | Socialdemokraterna  | Miljöpartiet de Gröna   |                 |                   |
| Löfven I    | 2015 | Mats Andersson      | Per Ängquist            |                 |                   |
| Löfven I    | 2016 | Mats Andersson      | Gunvor G Ericsson       |                 |                   |
| Löfven I    | 2017 | Mats Andersson      | Gunvor G Ericsson       |                 |                   |
| Löfven I    | 2018 | Mats Andersson      | Gunvor G Ericsson       |                 |                   |
| Löfven II   | 2019 | Mats Andersson      | Maria Ferm              |                 |                   |
| Löfven II   | 2020 | Mats Andersson      | Maria Ferm              |                 |                   |
| Löfven III  | 2021 | Mats Andersson      | Maria Ferm              |                 |                   |
| Regering    | År   | Moderaterna         | Kristdemokraterna       | Liberalerna     |                   |
| Kristersson | 2022 | Per Swenson Claréus | Tobias Karlström        | Johan Britz     |                   |
| Kristersson | 2023 | Per Swenson Claréus | Tobias Karlström        | Johan Britz     |                   |

Flera regeringar har haft tjänstemän från stödpartier sittande i regeringens samordningskansli, allt sedan Regeringen Perssons samarbete med Centerpartiet. Sverigedemokraterna har sedan november 2022 plats för nio tjänstemän i Regeringskansliet, i debatten beskrivna som Sverigedemokraternas förhandlingsstyrka, kontrollfunktion eller kontroll- och beredningskansli. Chef för gruppen är Gustav Gellerbrant.